# Trái bí lớn (phim truyền hình)
Trái bí lớn (Tên gốc: 大冬瓜 Đại Đông Qua) là một bộ phim truyền hình TVB 2009.

## Nội dung
Phạm Thống, một thần tiên tham ăn trên thiên đình một ngày nọ ăn nhầm thức ăn trong trái bí cực phẩm của Vương Mẫu Nương Nương nên đã bị trừng phạt đày xuống trần gian nhốt trong trái bí lớn 500 năm. Người yêu của Phạm Thống là Hoán Sa cũng bị liên lụy. Tình cờ vợ chồng Điền Đại Quý và Chung Bích Ngọc giải thoát giúp ông ra ngoài. Tuy nhiên để có thể trở lại thiên đình ông cần phải trả ơn người đã cứu mình. Điền Đại Phú, anh trai của Điền Đại Quý bị truy đuổi ngã xuống núi chết và linh hồn của Phạm Thống nhập vào thể xác của Điền Đại Phú giúp trả ơn người nhà Điền Đại Quý. 

## Phân vai

### Điền gia
| Diễn viên              | Vai                    | Quan hệ/Thân xưng |
| Giang Hán              | Điền Văn 田文          | Cha của Điền Đại Phú, Điền Đại Quý Lão gia của Lăng Phượng, Chung Bích Ngọc Ông nội Điền Tiểu Khang |
| Trần Cẩm Hồng          | Điền Đại Quý 田大貴    | Con út của Điền Văn Em ruột Điền Đại Phú Chồng của Chung Bích Ngọc Em chồng của Lăng Phượng Nhị thúc của Điền Tiểu Khang Con rể thứ của Chung Lão Thái Nhị muội phu của Chung Bích Vân Thứ tỉ phu của Chung Diệu Tổ Thứ biểu tỉ phu của Thượng Quan Uyển Nhi Anh em cột chèo với Khuất Cơ |
| Tô Ngọc Hoa            | Chung Bích Ngọc 鍾碧玉 | Kiếp trước là Hoán Sa Tiên Tử Vợ Điền Đại Quý Em dâu của Điền Đại Phú Nhị thẩm của Điền Tiểu Khang Chị em bạn dâu với Lăng Phượng |
| Liêu Khải Trí          | Điền Đại Phú 田大富    | Trưởng tử của Điền Văn Cha của Điền Tiểu Khang Anh của Điền Đại Quý Chồng của Lăng Phượng Anh chồng của Chung Bích Ngọc Đến tập 3 rơi xuống vách núi tử vong đúng lúc đó thì được thần tiên Phạm Thống nhập thân                                                                          |
| Lưu Ngọc Thúy (劉玉翠) | Lăng Phượng 凌鳳       | Vợ hai của Điền Đại Phú Mẹ kế của Điền Tiểu Khang Đại tẩu của Điền Đại Quý Chị em bạn dâu với Chung Bích Ngọc |
| Vương Bỉnh Hi          | Điền Tiểu Khang 田小康 | Kế tử của Lăng Phượng Con trai Điền Đại Phú Cháu của Đại Đại Quý, Chung Bích Ngọc Cháu nội Điền Văn |
| Dư Tử Minh             | Lao Tài 勞財           | Tài bá Quản gia của Điền gia |

### Thần tiên và Yêu quái
| Diễn viên       | Vai                            | Quan hệ/Thân xưng                                                                                                |
| Bành Hoài An    | Ngọc Hoàng Đại Đế 玉皇大帝     | Chồng của Vương Mẫu Nương Nương                                                                                  |
| Đàm Ngọc Anh    | Vương Mẫu Nương Nương 王母娘娘 | Vợ của Ngọc Đế Chị song sanh của Đồng La Tiên Tử                                                                 |
| Đàm Ngọc Anh    | Đồng La Tiên Tử 銅鑼仙子       | Em song sanh của Vương Mẫu Nương Nương                                                                           |
| Liêu Khải Trí   | Phạm Thống 范統                | Thủ hạ của Táo Quân Tình nhân của Hoán Sa Tiên Tử Đến tập 3 thì nhập vào nhục thân của Điền Đại Phú              |
| Tô Ngọc Hoa     | Hoán Sa Tiên Tử 浣紗仙子       | Tình nhân của Phạm Thống Kiếp trước của Chung Bích Ngọc                                                          |
| Trần Cẩm Hồng   | Văn Khúc Tinh 文曲星           | Kiếp trước của Điền Đại Quý                                                                                      |
| La Quán Phong   | Trái Bí Trai                   | Đệ tử của Phạm Thống                                                                                             |
| Cái Thế Bảo     | Trai Bí Gái                    | Đệ tử của Phạm Thống                                                                                             |
| Diệp Vĩ         | Ô Nha Chuỷ                     | Đệ tử của Phạm Thống                                                                                             |
| Trương Trí Hiên | Ô Long Vương                   | Đệ tử của Phạm Thống                                                                                             |
| Trần Nhất Thiên | Lá Mắc Cỡ                      | Đệ tử của Phạm Thống                                                                                             |
| Lâm Viễn Nghênh | Đông Cô Đầu                    | Đệ tử của Phạm Thống                                                                                             |
| Hồ Định Hân     | Hoắc Tư Tư 霍思思              | Yêu hồ Dùng sắc đẹp mê hoặc Điền Đại Quý Đối tượng yêu thầm của Chung Diệu Tổ Tình địch của Thượng Quan Uyển Nhi |
| Quan Y Đồng     | Hoắc Tiểu Linh 霍小玲          | Tiểu yêu hồ Sư muội của Hoắc Tư Tư                                                                               |

## Tỉ lệ người xem
|   | Tuần                            | Tập     | Điểm trung bình | Điểm cao nhất | Tham khảo |
| - | ------------------------------- | ------- | --------------- | ------------- | --------- |
| 1 | 9–13 tháng 3 năm 2009           | 1 — 5   | 27              | 29            | [ 1 ]     |
| 2 | 16–20 tháng 3 năm 2009          | 6 — 10  | 26              | —             | [ 2 ]     |
| 3 | 23–26 tháng 3 năm 2009          | 11 — 14 | 26              | —             | [ 3 ]     |
| 4 | 30 tháng 3 - 2 tháng 4 năm 2009 | 15 — 19 | 27              | —             | [ 4 ]     |
| 4 | 3 tháng 4 năm 2009              | 20      | 26              | —             | [ 5 ]     |